# نادي دراغون
نادي دراغون (AS Dragons) هو أحد أندية الكونغو الديمقراطية (زائير سابقا) مقره في كينشاسا، كان يسمى في السابق نادي بيليما.

## إنجازات فريق كرة القدم
وصيف دوري ابطال أفريقيا عامي 1980 - 1985